# Valea Roșie (okręg Călărași)
Valea Roșie – wieś w Rumunii, w okręgu Călărași, w gminie Mitreni. W 2011 roku liczyła 2276 mieszkańców.